# République de Strandja
18 août – 8 septembre 1903
(21 jours)
Entités précédentes :
- Empire ottoman

Entités suivantes :
- Empire ottoman

La république de Strandja (aussi appelée commune de Strandja) est une entité politique bulgare éphémère (elle ne dure que 26 jours) proclamée en 1903 par les rebelles de l'Organisation révolutionnaire intérieure macédonienne pendant l'insurrection d'Ilinden, dans la Strandja.

## Histoire

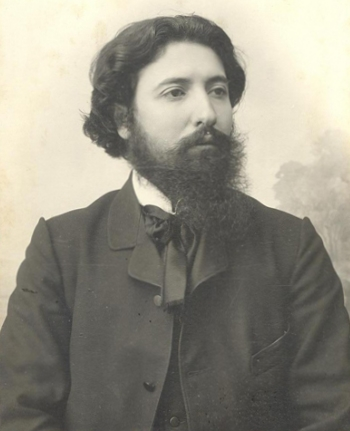
Mikhaïl Guerdjikov en 1903.

En 1903, l'anarchiste Mikhaïl Guerdjikov devient le chef de la guérilla dans la branche armée de l'Organisation révolutionnaire intérieure macédonienne en Thrace, qui prépare une révolte contre l'Empire ottoman dans le vilayet d'Andrinople. À l'occasion de l'insurrection d'Ilinden, le groupe de Guerdjikov réussit à établir une zone libérée dans le massif de la Strandja, autour de Vassiliko, aujourd'hui Tzarevo. Cette insurrection de masse momentanément réussie, soutenue par les opérations de la milice, permet aux rebelles de prendre une grande partie de la Thrace orientale. Dans toute la région, la population célèbre cette victoire pendant environ trois semaines.
Un nouveau système communautaire est ensuite mis en place et toutes les questions sont réglées dans un esprit d'accord commun entre les Bulgares et les Grecs de la région. Le gouvernement turc est surpris par l'insurrection et prend d'importantes mesures militaires pour la réprimer. Les forces de Guerdjikov (environ 2 000 hommes) succombent rapidement face à l'offensive de la garnison ottomane de 10 000 soldats bien armés par l'Empire allemand.